# تپه پله دهملا
تپه پله قلعه حاجی  در شهرستان شاهرود، بخش مرکزی، روستای دهملا-قلعه حاجی واقع شده و این اثر در تاریخ ۱۰ دی ۱۳۸۱ با شمارهٔ ثبت ۶۹۴۷ به‌عنوان یکی از آثار ملی ایران به ثبت رسیده است.